# كويتشي إيشي
كويتشي إيشي (باليابانية: 石井浩一؛ مواليد 9 يوليو 1964) مطور ألعاب فيديو ياباني.
طوَّرَ إيتشي سلسلة ألعاب مانا.
Koichi Ishii (石井 浩 一 ، Ishii Kōichi ، من مواليد 9 يوليو 1964 ) ، يُنسب إليه أحيانًا باسمKouichi Ishii[] ربما اشتهر بتصميم ألعاب الفيديو سلسلة Mana (المعروفة باسم Seiken Densetsu في اليابان).  انضم إلى Square (الآن Square Enix) في عام 1987 ، حيث أخرج أو أنتج كل لعبة تم إصدارها في سلسلة Mana (اعتبارًا من عام 2006).  وقد ساهم أيضًا في العديد من الألعاب في سلسلة SaGa و Final Fantasy من Square Enix ، وأنشأ شخصيات شوكوبو وموغل المعروفة.

## وصلات خارجية
- كويتشي إيشي على موقع IMDb (الإنجليزية)
- كويتشي إيشي على موقع كينوبويسك (الروسية)
- كويتشي إيشي في قاعدة بيانات الأفلام على الإنترنت